# Kameelgras
Kameelgras (Cymbopogon schoenanthus) is, zoals de naam al doet vermoeden, een grassoort waarmee vooral kamelen zich voeden.

## Beschrijving en voorkomen
Het is een doorlevend gras, waarvan de wortels diep in de zanderige ondergrond liggen. De plant vormt grote pollen met 30-120 cm lange stengels. De pluimvormige bloeiwijze bestaat uit talrijke zijassen met bloemen van dezelfde orde (racemeuze bloeiwijze).
Kameelgras komt voor op iets vochtiger plekken tussen de zandduinen in de Sahara en op het Arabisch schiereiland. Het is verwant aan het citroengras en bevat ook aromatische olie.

## Trivia
Tijdens de jaarlijkse autorally Parijs-Dakar, die vroeger door dit gebied trok, kon kameelgras  het resultaat van een wedstrijd geheel bepalen. Wanneer banden van auto's, trucks of motoren in contact komen met het gras rijdt het voertuig niet vloeiend door over het zand, maar vangt het voertuig een enorme klap op, waardoor de controle verloren kan gaan. Daar waar kameelgras ligt wordt de route hobbelig. De rijders dienen hun snelheid drastisch te aan te passen. Routes met kameelgras zijn lastig, ze werden over het algemeen gerekend tot de zwaarste etappes van de rally.